# Tjastau
Tjastau (georgiska: ჩასტაუ) är ett berg i Georgien. Det ligger i regionen Abchazien, i den nordvästra delen av landet, 280 km nordväst om huvudstaden Tbilisi. Toppen på Gora Tsastou är 2 867 meter över havet.